# Snodland
Snodland è una cittadina di 12 000 abitanti della contea del Kent, in Inghilterra.